# Tadeusz Bisztyga
Tadeusz Bisztyga (ur. 15 listopada 1893 w Krakowie, zm. 29 stycznia 1958 w Edynburgu) – podpułkownik saperów Wojska Polskiego, kawaler Orderu Virtuti Militari.

## Życiorys
W 1910 ukończył ośmioklasowe III Gimnazjum w Krakowie i złożył maturę. Studiował w Akademii Handlowej w Krakowie przez rok. W latach 1911–1912 ochotniczo szkolił się w jednorocznej pionierskiej szkole oficerskiej w Klosterneuburg pod Wiedniem. Jako podchorąży odbywał staż w 3 pułku strzelców tyrolskich w Roweretto. W latach 1914–1918 przebywał na froncie w składzie 10 batalionu pionierów na stanowiskach: dowódcy plutonu i kierownika prac fortyfikacyjnych. W lutym 1915 roku dostał się do niewoli rosyjskiej, z której po krótkim pobycie uciekł i wrócił w szeregi armii austriackiej. Pod koniec wojny został przeniesiony na front włoski, gdzie dostał się do niewoli, w której przebywał do stycznia 1919 roku. Następnie włączył się do organizowanego we Włoszech Wojska Polskiego, gdzie był komendantem obozu oficerskiego w Casagiove, dowódcą batalionu piechoty w St. Maria i dowódcą kompanii w batalionie inżynieryjnym (u kpt. Lukasa) w La Mandria di Chivasso. Potem przedostał się do armii gen. Hallera we Francji, z którą przybył do Polski jako dowódca kompanii inżynieryjnej.
Po powrocie do kraju, na stanowisku dowódcy plutonu i kompanii w 12 batalionie saperów, uczestniczył w wojnie polsko-ukraińskiej, a w 1920 roku w składzie 20 batalionu saperów i potem 3 batalionu saperów zapasowych – jako kierownik wyszkolenia technicznego – w wojnie polsko-bolszewickiej. W bitwie stoczonej 15 czerwca 1920 roku odrzucił swymi saperami bolszewików za Zbrucz, tam został ranny.
Po wojnie, będąc oficerem, ukończył studia prawnicze i pozostał w służbie czynnej. Był dowódcą 28 batalionu saperów w 1 pułku saperów 1922 roku. W okresie od 15 stycznia do 17 października 1923 kierował Kursem Doszkolenia Oficerów Saperów, na którym przeszkolił 72 saperów. Od 1923 do 1925 dowodził XXVIII batalionem saperów w 1 pułku saperów Legionów w Modlinie. W połowie roku 1925 został przeniesiony do 4 pułku saperów na dowódcę 7 batalionu saperów. 31 grudnia 1925 roku został przeniesiony do 5 pułku saperów w Krakowie na stanowisko dowódcy VI batalionu saperów. W lutym 1926 roku został przesunięty na stanowisko dowódcy XXI batalionu saperów, a w październiku tego roku na stanowisko zastępcy dowódcy pułku. W kwietniu 1929 został przeniesiony z 5 psap. do kadry oficerów saperów z równoczesnym przeniesieniem służbowym do Szefostwa Inżynierii Okręgu Korpusu Nr IV w Łodzi na stanowisko szefa. W marcu 1931 roku został przeniesiony z Szefostwa Inżynierii OK IV do 2 batalionu saperów w Puławach na stanowisko zastępcy dowódcy batalionu. W czerwcu 1933 roku został przeniesiony do 4 batalionu saperów w Przemyślu na stanowisko zastępcy dowódcy batalionu. W październiku 1935 roku został dowódcą 4 batalionu saperów. W 1938 roku sformował i kierował szkoleniem zmotoryzowanego batalionu saperów, który w sierpniu 1939 roku został przydzielony do 10 Brygady Kawalerii. Następnie do września 1939 roku dowodził 4 pułkiem saperów.
W czasie kampanii wrześniowej kierował mobilizacją szeregu jednostek saperskich, w tym: 2, 22, 24 i 46 bsap oraz Ośrodka Zapasowego Saperów Nr 4. Po zakończeniu kampanii wrześniowej przedostał się do Francji, gdzie był dowódcą saperów 4 Dywizji Piechoty. Po klęsce Francji przetransportowany został do Anglii i tam wyznaczony na dowódcę saperów I Korpusu Polskiego, a następnie na szefa wydziału inżynieryjnego w Sztabie Naczelnego Wodza. Z tego stanowiska, na własną prośbę, został skierowany na dowódcę saperów 1 Brygady Pancernej. Po wojnie osiedlił się w Anglii.

## Awanse
- podporucznik – zweryfikowany ze starszeństwem z dniem 1 listopada 1914[16]
- porucznik – 1920 warunkowo przyznany do czasu weryfikacji
- kapitan – zweryfikowany ze starszeństwem z dniem 1 czerwca 1919
- major – 31 marca 1924 ze starszeństwem z dniem 1 lipca 1923 i 8. lokatą w korpusie oficerów inżynierii i saperów[17]
- podpułkownik – ze starszeństwem z dniem 1 stycznia 1935 i 1. lokatą w korpusie oficerów inżynierii i saperów[18]

## Ordery i odznaczenia
- Krzyż Srebrny Orderu Wojskowego Virtuti Militari (26 marca 1921)[19]
- Złoty Krzyż Zasługi (19 marca 1937)[20][21]
- Order Żelaznej Korony III klasy (Austro-Węgry)
- Krzyż Zasługi Wojskowej III klasy (Austro-Węgry)
- Medal Waleczności I klasy (Austro-Węgry)
- Medal Waleczności II klasy (Austro-Węgry)

## Opinie
- Bardzo pracowity, lojalny i ambitny. Nie zawsze wykazywał dostateczną inicjatywę, co prawdopodobnie wynikało z nadmiernej delikatności. Bardzo dobrze orientował się w zagadnieniach taktyczno-technicznych i w zupełności nadaje się na zajmowane stanowisko. /14 września 1938r./ /-/ gen. Kutrzeba.
- Inteligentny ambitny dowódca. Taktycznie - brak doświadczenia we współpracy dla wyższych szczebli dowodzenia. /-/ gen. Szylling.